# Monika Weisberg-Schwarz
Monika Weisberg-Schwarz (geboren 17. Februar 1949 in Niedersachsen) ist eine deutsche Juristin, ehemalige Richterin und Gerichtspräsidentin. 2004 wurde die Juristin als erste Frau an die Spitze des Verfassungsgerichts des Landes Brandenburg berufen. Sie hatte das Amt der Gerichtspräsidentin bis Ende 2008 inne.

## Ausbildung
Nach dem Abitur studierte Monika Weisberg Rechtswissenschaften an der Universität Marburg. Sie beendete das Studium dort mit der Ersten Juristischen Staatsprüfung und legte in Marburg nach dem Rechtsreferendariat auch die Zweite Juristische Staatsprüfung ab.

## Karriere
Seit 1979 arbeitete die Juristin als Richterin, ab Oktober 1982 am Landgericht Itzehoe. 1991 wurde sie Referatsleiterin im Brandenburger Arbeitsministerium. Ab dem 6. Januar 1993 war sie Vorsitzende Richterin am Landesarbeitsgericht Brandenburg und ab 1997 Vizepräsidentin des Gerichts.
1993 wurde sie zur Richterin am Verfassungsgericht des Landes Brandenburg bestellt. Sie war damit bei den ersten Richterinnen und Richtern, die an dieses Gericht berufen wurden. 1997 wurde die Juristin Vizepräsidentin des Landesarbeitsgerichts in Potsdam, 2006 Vizepräsidentin des Landessozialgerichts Berlin-Brandenburg. Dieses Amt hatte sie auch 2011 noch inne.
Am 13. Mai 2004 wurde sie vom brandenburgischen Landtag mit großer Mehrheit zur Präsidentin des brandenburgischen Landesverfassungsgerichts gewählt und am 6. Oktober 2004 in ihr Amt eingeführt. Damit war sie die erste Frau an der Spitze dieses Gerichts. In ihrem Beitrag zur Festschrift zum zwanzigjährigen Bestehen der Landesverfassung hob die Präsidentin drei wichtige Entscheidungsbereiche des Landesverfassungsgerichts hervor: Die Kreisgebietsreform, die Vereinigung Berlin-Brandenburg und Entscheidungen zu dem Recht der Abgeordneten auf Akteneinsicht nach Artikel 56 Absatz 3 Landesverfassung Brandenburg. Die Juristin war bis zum Ende des Turnus, dem Jahresende 2008, im Amt.

## Ämter und Mitgliedschaften
- Ab Januar 2009: Moderatorin des regionalen Dialogforums zur Flughafenumfeldentwicklung BBI[9]

## Privatleben
Monika Weisberg-Schwarz ist verheiratet und hat eine Tochter und eine Enkelin.

## Publikationen (Auswahl)

### Kommentare
- Kommentar zum Landesgleichstellungsgesetz des Landes Brandenburg: Einschließlich der Frauenförderverordnung. Nomos Verlagsgesellschaft, Baden-Baden 1999, ISBN 978-3-7890-6170-7

### Aufsätze
- Verfassungsgerichtsbarkeit und Fachgerichtsbarkeit unter dem Gesichtspunkt der Subsidiarität in der Rechtsprechung des Verfassungsgerichts des Landes Brandenburg. In: Peter Macke (Hrsg.): Verfassung und Verfassungsgerichtsbarkeit auf Landesebene. Beiträge zur Verfassungsstaatlichkeit in den Bundesländern. Nomos Verlagsgesellschaft, Baden-Baden 1998, S. 273–283.
- Besondere  Entscheidungen  des  Verfassungsgerichts  des  Landes  Brandenburg  aus  den ersten  15 Jahren  seines Bestehens. In: Gunter Fritsch: 20 Jahre Landesverfassung. Festschrift des Landtages Brandenburg. Duncker & Humblot Verlag, Berlin 2012, ISBN 3-7890-5769-X, S. 31–32.